# Odo Spadazzi
Odo Spadazzi (Gatteo, 15 maggio 1910 – 13 maggio 1989) è stato un politico e imprenditore italiano.

## Biografia
Costruttore di professione, fu parlamentare nella II e III legislatura. Inizialmente schierato nelle file del Partito Nazionale Monarchico, aderì nella seconda legislatura al Partito Monarchico Popolare, mentre nella terza aderì al Partito Liberale Italiano. Nella sua carriera parlamentare fu firmatario di 90 progetti di legge e autore di 44 interventi.

## Incarichi
IIª Legislatura della Repubblica Italiana.
- VII Commissione lavori pubblici. Membro dal 1 luglio 1953 al 11 giugno 1958.

IIIª Legislatura della Repubblica Italiana.
- XIII Commissione lavoro - assistenza e previdenza sociale – cooperazione. Membro dal 12 giugno 1958 al 15 maggio 1963.
- Commissione speciale per l'esame dei disegni di legge n. 1: "autorizzazione all'esercizio provvisorio del bilancio per l'anno finanziario 1958 - 1959" e n. 12: "provvidenze per la riparazione di danni provocati da avverse condizioni atmosferiche, nonché variazioni dello stato di previsione dell'entrata per l'esercizio finanziario 1957 - 1958". Membro dal 12 giugno 1958 al 15 maggio 1963.
- Commissione speciale per l'esame dei disegni di legge nn.60, 61 e 62, relativi ai bilanci dei tre ministeri finanziari per l'esercizio finanziario 1958-59. Membro dal 10 luglio 1958 al 15 maggio 1963.